# العلاقات السيشلية الناوروية
العلاقات السيشلية الناوروية هي العلاقات الثنائية التي تجمع بين سيشل وناورو.

## مقارنة بين البلدين
هذه مقارنة عامة ومرجعية للدولتين:
| وجه المقارنة                                              | سيشل                                                | ناورو                          |
| --------------------------------------------------------- | --------------------------------------------------- | ------------------------------ |
| المساحة (كم2)                                             | 459                                                 | 21                             |
| عدد السكان (نسمة)                                         | 95.84 ألف                                           | 10.08 ألف                      |
| الكثافة السكانية (ن./كم²)                                 | 20.88 ألف                                           | 48.00 ألف                      |
| العاصمة                                                   | فيكتوريا                                            | ضاحية يارين                    |
| اللغة الرسمية                                             | لغة فرنسية، لغة إنجليزية، اللغة الكريولية السيشيلية | اللغة الناورونية، لغة إنجليزية |
| العملة                                                    | روبية سيشلية                                        | دولار أسترالي                  |
| الناتج المحلي الإجمالي (بليون دولار)                      | 1.49 مليار                                          | 113.88 مليون                   |
| الناتج المحلي الإجمالي (تعادل القوة الشرائية) بليون دولار | 2.54 مليار                                          | 162.98 مليون                   |
| الناتج المحلي الإجمالي الاسمي للفرد دولار أمريكي          | 15.48 ألف                                           | 9.83 ألف                       |
| الناتج المحلي الإجمالي للفرد دولار أمريكي                 | 26.42 ألف                                           |                                |
| مؤشر التنمية البشرية                                      | 0.772                                               |                                |
| رمز المكالمات الدولي                                      | +248                                                | +674                           |
| رمز الإنترنت                                              | .sc                                                 | .nr                            |
| المنطقة الزمنية                                           | ت ع م+04:00                                         | ت ع م+12:00                    |

## منظمات دولية مشتركة
يشترك البلدان في عضوية مجموعة من المنظمات الدولية، منها:
| علم المنظمة | اسم المنظمة                                 | تاريخ انضمام سيشل | تاريخ انضمام ناورو |
| ----------- | ------------------------------------------- | ----------------- | ------------------ |
|             | يونسكو                                      | 18 أكتوبر 1976    | 17 أكتوبر 1996     |
|             | منظمة حظر الأسلحة الكيميائية                | 29 أبريل 1997     | ?                  |
|             | الاتحاد البريدي العالمي                     | ?                 | ?                  |
|             | منظمة الشرطة الجنائية الدولية               | 1 سبتمبر 1977     | ?                  |
|             | الأمم المتحدة                               | 21 سبتمبر 1976    | 14 سبتمبر 1999     |
|             | الاتحاد الدولي للاتصالات                    | 17 سبتمبر 1999    | 10 يونيو 1969      |
|             | مجموعة دول أفريقيا والكاريبي والمحيط الهادئ | ?                 | ?                  |
|             | تحالف الدول الجزرية الصغيرة                 | ?                 | ?                  |
|             | دول الكومنولث                               | 1976              | ?                  |